# كودي فيرن
كودي فيرن هو ممثل ومخرج أسترالي ولد في 6 يوليو 1988.

## روابط خارجية
- كودي فيرن على موقع IMDb (الإنجليزية)
- كودي فيرن على موقع قاعدة بيانات الفيلم (الإنجليزية)
- كودي فيرن على موقع كينوبويسك (الروسية)